# Róza Berger-Fiedler
Róża Berger-Fiedler (* 17. Dezember 1940 in Béziers) ist eine in Deutschland lebende Jüdin, Dokumentaristin, Regisseurin und Produzentin.

## Leben
Róża Berger-Fiedlers Eltern emigrierten 1933 aus Deutschland nach Frankreich. Nach dem Zweiten Weltkrieg lebte die Familie in Polen und siedelte 1957 in die DDR über. In dem 1987/1988 entstandenen Film Erinnern heißt leben rekonstruierte Berger-Fiedler sehr persönlich die Geschichte und Gegenwart jüdischen Lebens. Als dieser Film seine Premiere in Ost-Berlin hatte, fragte sie Heinz Galinski, ob sie einen Film auch über die Jüdische Gemeinde Berlin(-West) schaffen könnte. Damals hatte sie bereits acht andere Filme über das jüdische Leben fertiggestellt. So gründete sie im Jahre 1991 gemeinsam mit Harry Hornig die BABEL Film und Video GmbH mit Sitz in Berlin. Sie ist Geschäftsführerin der BABEL Film und Video GmbH & Agentur und unterhält mit ihrem gleichnamigen Magazin Babel TV ein News-Programm über das jüdische Leben in Berlin, das einmal wöchentlich erscheint und 1996 startete.

## Filmografie
- 1977: Heimweh nach Rügen oder Gestern noch war ich Köchin
- 1978: Dialog[1]
- 1981: Liebster Dziodzio
- 1982: So alt wie der Friede
- 1983: Seiten einer Chronik
- 1985: Begegnung
- 1986: Die Vorzeigefrau
- 1988: Erinnern heißt leben
- 1988: Das Lied
- 1989: Herr Schmidt von der Gestapo
- 1989: Dresden Oktober ’89
- 1996: Ner Tamid, Ewiges Licht
- 1996: Vergeben und versöhnen ist nicht vergessen
- 1996: Sein ist Anderssein
- 1996: Auferstehung – Neue Synagoge Centrum Judaicum

## Einzelnachweis
1. ↑  „DDR-Frauen waren keine Heldinnen“. Rezension von Claudia Eulen, Sächsische Zeitung (SZ) vom 17. Oktober 2022

| Personendaten    | Personendaten               |
| ---------------- | --------------------------- |
| NAME             | Berger-Fiedler, Róza        |
| ALTERNATIVNAMEN  | Berger-Fiedler, Róża        |
| KURZBESCHREIBUNG | Regisseurin und Produzentin |
| GEBURTSDATUM     | 17. Dezember 1940           |
| GEBURTSORT       | Béziers, Frankreich         |